# Brigitta Westphal
Brigitta Westphal (Burgoberbach, 1944) è una pittrice tedesca.
Attiva dal 1986, si è formata come artista nella sua regione di origine, la Franconia, ed ha vissuto a lungo nella regione di Francoforte sul Meno. Vive tra la Germania e Ansedonia, in Toscana.
La sua attività artistica ha avuto come esperienza chiave uno studio sullo scrittore austriaco Robert Musil e sul suo principale lavoro, L'uomo senza qualità. Da tale studio sono derivati due cicli di quattordici pitture ad olio.
Nelle opere di Westphal sono enfatizzati tanto gli aspetti della natura quanto quelli strettamente legati alla vita dell'uomo ed hanno sempre una forte connotazione biografica.
L'illustrazione di temi letterari costituisce inoltre un'importante componente del suo lavoro. 